# (34203) 2000 QO55
(34203) 2000 QO55 è un asteroide della fascia principale. Scoperto nel 2000, presenta un'orbita caratterizzata da un semiasse maggiore pari a 2,7953241 au e da un'eccentricità di 0,0771218, inclinata di 7,19246° rispetto all'eclittica.
L'asteroide era stato inizialmente battezzato 34203 Nicwamsley, in onore di Nicolas A. Wamsley secondo classificato alla Intel International Science and Engineering Fair del 2017, ma la denominazione è stata successivamente abrogata.